# Datsun 11
La Datsun 11 è un'autovettura di piccole dimensioni costruita dalla casa automobilistica giapponese Datsun dal 1932 al 1933.

## Storia
Fu il primo modello a portare il nuovo nome dell'azienda (nome che venne cambiato da "Datson" a "Datsun"). La Datsun 11 era essenzialmente una versione rinnovata del suo predecessore, la Datson 10. I cambiamenti più significativi riguardarono la calandra, che ora aveva una cornice cromata e il logo Datsun ridisegnato. Inoltre, sul cofano erano presenti delle fessure verticali, che si differenziavano da quelle della Datson 10, che invece ce le aveva orizzontali. 
La Datsun 11 possedeva il motore a benzina a quattro cilindri da 495 cm³ di cilindrata del predecessore. La potenza del propulsore era di 10 CV. Si ampliò invece l'offerta delle carrozzerie. Oltre alla roadster, alla turismo e al furgone, già disponibili per la Datson 10, erano in listino anche le versioni berlina, coupé e cabriolet.
Già nel 1933, dopo l'assemblaggio di 150 unità totali, il modello fu sostituito dalla Datsun 12. Tuttavia, la versione furgone continuò ad essere prodotta fino al 1934.